# Jenya Lano
Jenya Lano é uma atriz de Moscou, Russia, nascida em 1971 ou em 1978.

## Apresentação
Jenya, também creditada como Janya, é uma atriz cujos papéis são sempre aplaudidos, dentre seus trabalhos, o mais celebre foi Killing Cupid, fez um papel aplaudiso também em 1 episódio de Xena: Warrior Princess.
Fez um personagem de 5 aparições na série Charmed, e logo em seguida foi convidada para estrelar o longa Erosion.

## Prêmios
- Uma vitória em 2006 por Killing Cupid.

## Filmografia
- Ten 'til Noon (2006)
- Erosion (2005)
- Charmed (2004-2005)
- GoldenEye: Rogue Agent (2004)
- Ghost Rock (2004)
- Navy NCIS: Naval Criminal Investigative Service (2004)
- Jam (2004)
- Killing Cupid (2004)
- S.W.A.T. (2003)
- The Five Stages of Beer (2003)
- Deathlands (2003)
- Mutant X (2003)
- New Suit (2002)
- The Shield (2002)
- Off Centre (2002)
- Stealing Candy (2002)
- Diagnosis Murder (2000)
- G vs E (2000)
- Fashionably L. A. (1999)
- Xena: Warrior Princess (1999)
- Blood Money (1999)
- Blade (1998)
- Shrieker (1998)
- Just Shoot Me! (1998)